# CSM CSU Constanța (baschet feminin)
CSM CSU Constanța este o echipă feminină de baschet din Constanța care evoluează în Liga Națională. Secția feminină de baschet a clubului CSM Constanța a fost înființată în 2022. În 2024, CSM Constanța a făcut dubla pe plan intern, câștigând mai întâi Cupa României, apoi și titlul de campioană.

## Palmares
- Liga Națională: 
  - Câștigătoare: (1) 2023-24
  - Finalistă: (1) 2022–23
- Cupa României:
  - Câștigătoare: (1) 2023-24

## Lotul actual
- 04  Miljana Džombeta
- 06  Bianca Fota
- 07  Ioana Ghizilă
- 08  Denisa Fota
- 09  Nicolett Orban
- 11  Gabriela Irimia
- 15  Anisia Croitoru
- 20  Keyona Hayes
- 21  Annemarie Părău
- 23  Alina Podar
- 40  Kristina Higgins
- 42  Sigrid Koizar
- 44  Gabriela Mărginean
- 88  Dragana Živković

## Legături externe
- Site oficial